# Le Golf National
Der Le Golf National ist eine Golfanlage in Frankreich in der Nähe von Paris. Sie wurde von den Architekten Hubert Chesneau und Robert Von Hagge in Zusammenarbeit mit Pierre Thevenin entworfen und befindet sich in Guyancourt, südwestlich des Zentrums von Paris, in der Nähe von Versailles.

## Einrichtungen
Der Bau begann im Juli 1987. Drei Jahre später, am 5. Oktober 1990, wurde die Anlage vom damaligen Minister für Jugend und Sport, Roger Bambuck, eröffnet.
Le Golf National hat eine Kapazität von 80.000 Zuschauern. Die Anlage besteht aus zwei 18-Loch-Plätzen und einem Kurzplatz. Der Albatros ist der Hauptkurs, der für Meisterschaften genutzt wird. Er hat Par 72 bei einer Länge von 7331 Yards (6703 m). Die anderen Plätze sind der Aigle (Adler) mit Par 71 und einer Länge von 6224 Yards (5691 m) und der Kurzplatz Oiselet (Birdie) mit neun Löchern und Par 32.

## Turniere
Le Golf National war 1991 erstmalig Austragungsort für die Open de France. Seitdem fanden die Open mit Ausnahme der Jahre 1999 und 2001 dort statt. Der Ryder Cup 2018 wurde auf Le Golf National ausgetragen. Der Golfplatz war Austragungsort für den Golfwettbewerb bei den Olympischen Spielen 2024.